# VV Zwartemeer in het seizoen 1957/58
Het seizoen 1957/1958 was het derde jaar in het bestaan van de Klazienaveense betaaldvoetbalclub Zwartemeer. De club kwam uit in de Nederlandse Tweede divisie B en eindigde daarin op de achtste plaats. Tevens deed de club mee aan het toernooi om de KNVB beker, hierin werd de club in de tweede ronde uitgeschakeld door Vitesse (3–4).

## Wedstrijdstatistieken

### Tweede divisie B
|       | Be Quick | Enschedese Boys | Go Ahead | Heerenveen | Heracles | N.E.C. | Oldenzaal | Oosterparkers | PEC   | Rheden | Tubantia | Velocitas | Veendam | Zwolsche Boys |
| ----- | -------- | --------------- | -------- | ---------- | -------- | ------ | --------- | ------------- | ----- | ------ | -------- | --------- | ------- | ------------- |
| Thuis | 5 – 1    | 1 – 1           | 0 – 6    | 2 – 1      | 0 – 1    | 1 – 1  | 1 – 2     | 3 – 1         | 5 – 2 | 3 – 1  | 2 – 1    | 1 – 1     | 1 – 1   | 3 – 2         |
| Uit   | 1 – 1    | 4 – 1           | 6 – 1    | 3 – 3      | 5 – 4    | 3 – 2  | 7 – 1     | 2 – 2         | 3 – 0 | 1 – 2  | 6 – 1    | 5 – 2     | 3 – 3   | 1 – 4         |

### KNVB beker
| 1e ronde                                                       | Emmen                                        | 2 – 2 (0 – 2) | Zwartemeer                                                                 |
| 26 december 1957 Plaats: Emmen Sportterrein aan de Kerkhoflaan | Bertus Strating 13' Jacob Brust 24'          |               | 53' Hans Kalter 89' Tonny Roosken                                          |
| 2e ronde                                                       | Zwartemeer                                   | 3 – 4 (1 – 1) | Vitesse                                                                    |
| 4 mei 1958 Plaats: Klazienaveen Mr. Ovingstraat                | Gerrit Pesman Willy Hoogenberg Henk de Vries |               | 41' Toon Huiberts 60', –' Evert van der Horst –' (pen.) Gerrit van der Pol |

## Statistieken Zwartemeer 1957/1958

### Eindstand Zwartemeer in de Nederlandse Tweede divisie B 1957 / 1958
| Stand | Gespeeld | Gewonnen | Gelijk | Verloren | Punten | Doelpunten voor | Doelpunten tegen |
| ----- | -------- | -------- | ------ | -------- | ------ | --------------- | ---------------- |
| 8e    | 28       | 9        | 8      | 11       | 26     | 55              | 72               |

### Topscorers
| #                | Naam                            | Goal |
| ---------------- | ------------------------------- | ---- |
| 1.               | Tonny Roosken                   | 23   |
| 2.               | Hans Kalter                     | 8    |
| 3.               | Gerrit Pesman                   | 6    |
| 4.               | Job Drent                       | 4    |
| 5.               | Jan Stevens                     | 3    |
| 6.               | Willy Hoogenberg                | 2    |
| 6.               | Koene Schonewille               | 2    |
| 6.               | Katrinus van der Werf           | 2    |
| 9.               | Foppe ten Hoor                  | 1    |
| 9.               | Jan Jacobs                      | 1    |
| 9.               | Gerard Lippold                  | 1    |
| Eigen doelpunten |                                 |      |
| –                | Harry Tusveld (Heracles)        | 1    |
| –                | Rolf Weisfeld (Enschedese Boys) | 1    |
| Totaal           | Totaal                          | 55   |

| #      | Naam             | Goal |
| ------ | ---------------- | ---- |
| 1.     | Willy Hoogenberg | 1    |
| 1.     | Hans Kalter      | 1    |
| 1.     | Gerrit Pesman    | 1    |
| 1.     | Tonny Roosken    | 1    |
| 1.     | Henk de Vries    | 1    |
| Totaal | Totaal           | 5    |